# Giovanni Crosetto
Giovanni Crosetto (Savigliano, 12 agosto 1990) è un politico italiano.

## Biografia
Giovanni Crosetto è nato nel 1990 a Savigliano, in Piemonte. È nipote di Guido Crosetto. Si è trasferito a Torino per frequentare l'università, laureandosi in economia e commercio. Dopo la laurea, ha iniziato la sua carriera professionale come consulente aziendale.
Nel 2021 si è candidato alle elezioni amministrative di Torino, risultando eletto al consiglio comunale, dove ha ricoperto il ruolo di capogruppo di Fratelli d'Italia. Nel 2024 ha annunciato la sua candidatura alle elezioni europee, sempre con Fratelli d'Italia, nella Circoscrizione Italia nord-occidentale. Viene eletto con 33 961 preferenze.